# LGBT au Mexique

Drapeau du Mexique mêlé au drapeau LGBT.

Vous lisez un « bon article » labellisé en 2010.
La perception de l'homosexualité au Mexique a varié selon les époques. Les historiens distinguent généralement trois périodes, qui coïncident avec les grands moments de l'histoire du pays : époque précolombienne, époque coloniale et depuis l'indépendance. Le rejet de l'homosexualité constitue cependant un fil conducteur traversant les différentes époques.
Les informations sur les peuples précolombiens et la première époque de la colonisation espagnole sont rares et confuses. Les chroniqueurs ont souvent décrit les coutumes autochtones qui les surprenaient ou qu'ils désapprouvaient, mais ils avaient tendance à prendre une posture d'accusation ou de justification, ce qui rend impossible la distinction entre réalité et propagande. En général, il semble que les Mexicas étaient aussi opposés aux pratiques homosexuelles que les Espagnols et que les autres peuples autochtones inclinaient à plus de tolérance, au point d'honorer les berdaches, ou « deux-esprits », comme chamans.
L'histoire de l'homosexualité à l'époque coloniale et à la période qui a suivi l'indépendance reste encore en grande partie à écrire. Le tableau est dominé par les exécutions de sodomites en 1658 et par le « Bal des 41 » en 1901, deux grands scandales qui ont défrayé la chronique mexicaine.
La situation change peu à peu au XXIe siècle, en partie grâce à la découverte de la communauté LGBT comme consommatrice potentielle, une cible nommée le « peso rose », et aux touristes. Des lois ont été créées pour combattre la discrimination (2003), et deux territoires, le district fédéral de Mexico et l'état de Coahuila, ont légalisé les unions civiles pour les homosexuels (2007). Le 21 décembre 2009, le gouvernement de la ville de Mexico a approuvé le mariage entre personnes de même sexe, avec 39 votes pour et 20 contre, ce qui fait de Mexico la première ville d'Amérique latine dans ce cas. Cependant, le Mexique continue d'être l'un des pays qui comptent le plus de délits contre la communauté LGBT, une personne étant assassinée pour raison homophobe tous les deux jours.

## Histoire

### Mexique précolombien
La majorité des informations concernant les peuples précolombiens provient des chroniques des colonisateurs espagnols. Ces récits doivent être pris avec précaution, étant donné que l'accusation de sodomie était employée pour justifier la conquête, de même que d'autres accusations réelles ou inventées, comme les sacrifices humains, le cannibalisme ou l'idolâtrie. Les défenseurs des autochtones comme leurs oppresseurs manipulaient l'information suivant leurs convictions : il est donc impossible de donner une image fidèle de l'homosexualité dans le Mexique précolombien. L'historien Antonio de Herrera y Tordesillas arriva à cette conclusion dès 1601.
L'institution du berdache était généralisée au sein des peuples amérindiens. D'abord considérés comme des hermaphrodites par les conquérants espagnols, il s'agissait d'hommes qui adoptaient des fonctions et un comportement féminins. Aussi appelés « deux esprits », ils n'étaient considérés ni comme des hommes, ni comme des femmes par ces sociétés, mais vus comme un troisième sexe et exerçaient souvent des fonctions spirituelles. Les conquistadors les considéraient souvent comme l'équivalent des homosexuels passifs et les traitaient avec mépris et cruauté.

#### Les Mayas

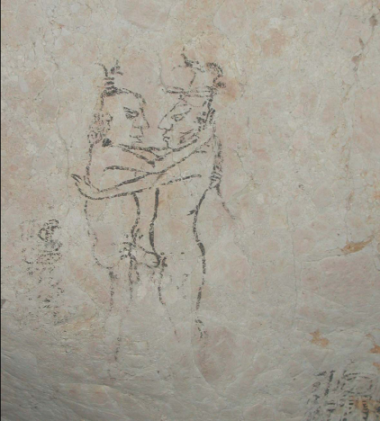
Peinture homoérotique maya sur les murs des grottes de Naj Tunich (Petén, Guatemala).

Les Mayas étaient relativement tolérants envers l'homosexualité. On sait que certaines de leurs fêtes incluaient des relations homosexuelles, ce qui n'empêchait pas que la sodomie soit condamnée à la mort par le feu dans un four,.
La société maya considérait que l'homosexualité était préférable aux relations sexuelles avant le mariage, c'est pourquoi les nobles procuraient des esclaves sexuels à leurs fils.

#### Les Mexicas
Les Mexicas ou Aztèques étaient extrêmement intolérants envers l'homosexualité, malgré la couleur homoérotique de certains de leurs rituels publics. Ils adoraient par exemple la déesse Xochiquetzal qui, sous son aspect masculin, sous le nom de Xochipilli, protégeait la prostitution masculine et l'homosexualité. L'histoire mythique du peuple aztèque se divise en quatre « mondes », le plus bas offrant « une vie facile, faible, de sodomie, perversion, de danses des fleurs et d'adoration à Xochiquétzal », dans laquelle étaient oubliées « les vertus masculines de la guerre, de l'administration et de la sagesse ». Richard Texler, dans son livre Sex and the Conquest, affirme que les Aztèques faisaient de leurs ennemis vaincus des berdaches, suivant la métaphore de la pénétration comme signe de pouvoir.
La loi mexica punissait la sodomie par la pendaison et le pal pour l'homosexuel actif, d'extraction des entrailles par l'orifice anal pour l'homosexuel passif, et de mort par garrot pour les lesbiennes.
Quelques auteurs affirment que ces lois strictes n'étaient pas appliquées dans la pratique et que les homosexuels étaient relativement libres. Ils citent par exemple des chroniques espagnoles qui parlent de sodomies généralisées incluant même des enfants de 6 ans ou d'enfants qui s'habillaient en femmes pour exercer la prostitution. Les chroniques parlent aussi de cérémonies religieuses lors desquelles se pratiquait la sodomie.
L'existence du lesbianisme est attestée par le mot nahuatl patlacheh, qui nomme les femmes s'adonnant à des activités masculines, y compris la pénétration d'autres femmes, comme le relève l’Histoire générale des choses de la Nouvelle-Espagne de Bernardino de Sahagún.

#### Autres peuples autochtones
Malgré le puritanisme des Mexicas, les coutumes sexuelles des peuples soumis par l'empire aztèque variaient considérablement. Par exemple, Bernal Díaz del Castillo parle de l'homosexualité dans les classes dirigeantes, de prostitution de jeunes et de travestissement dans la zone de Veracruz. Les yauyos tenaient des bordels remplis d'hommes au visage maquillé et portant des habits de femme.
Les cultures toltèques, d'autre part, montraient une grande tolérance envers l'homosexualité.

### La conquête

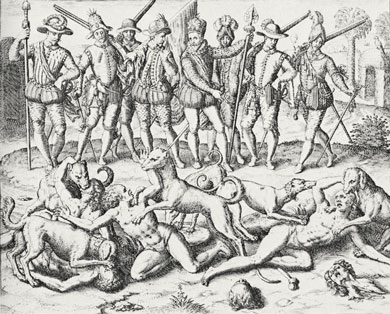
Gravure de Théodore de Bry représentant la scène où Balboa excite ses chiens contre des berdaches (1594) ; Bibliothèque publique de New York.

Depuis les premiers contacts entre les Espagnols et les autochtones, une équivalence entre Indien, cannibale et sodomite s'était créée. C'est le médecin de Christophe Colomb, Diego Álvarez Chanca, dans une lettre de 1494, qui fut le premier à mentionner cette idée. Il parlait de la coutume caraïbe de capturer les jeunes hommes pour les émasculer. Ces derniers développaient « des caractéristiques féminines et les Caraïbes les employaient pour pratiquer la sodomie, de même que les Arabes profitaient de leurs jeunes gens comme eunuques et bardaches. […] Une fois hommes faits, les Caraïbes les tuaient et les mangeaient ».
En 1511, Pierre Martyr d'Anghiera édita son De orbe novo decades, à partir des informations obtenues des premiers explorateurs grâce à son amitié avec Isabelle la catholique. Anghiera racontait comment Vasco Núñez de Balboa, lors de son exploration de Quarequa, dans l'isthme de Panama, en 1513, dégoûté par « un des fils du roi et d'autres jeunes gens, des hommes obséquieux, [qui] s'habillaient de manière efféminée avec des vêtements de femme [… dont le fils du roi] abusait avec une [témérité] contre nature », jeta quarante d'entre eux comme proie aux chiens. Anghiera poursuivait son récit en disant que « la haine naturelle pour le péché contre nature » des autochtones les poussa à ce que « spontanément et avec violence, ils allèrent chercher tous les autres qu'ils savaient être infectés ». Selon Anghiera, « seuls les nobles et les gentilshommes exerçaient cette espèce de désir. [… Les] autochtones savaient que la sodomie offensait gravement Dieu. [… Et que ces faits provoquaient] les tempêtes qui à coups de tonnerre et d'éclairs les accablaient si souvent, ou les inondations qui noyaient leurs fruits et qui avaient causé famine et maladies ».
Dans une relation sur les autochtones réalisée en 1519 par le conseil de la ville de Veracruz pour informer Charles Quint, attribuée à Hernán Cortés, on dit qu'ils avaient « réussi à savoir de manière certaine que tous sont des sodomites et pratiquent ce péché abominable ». Un autre récit d'un conquistador italien anonyme dit que les hommes et femmes de Pánuco adoraient un membre viril et qu'ils avaient érigé des phallus dans leurs temples et sur les places publiques pour les adorer : « la foule de méthodes utilisées par les hommes pour satisfaire leur vice abominable [est] presque trop incroyable pour être crue. […] le diable contenu dans leurs idoles les avait possédés. Il leur avait donné pour instructions de sacrifier leurs semblables, d'arracher leur cœur et de les lui offrir, ainsi que le sang qui coulait de la langue, des oreilles, des jambes et des bras, tout pour les idoles ». Finalement, il commentait que « tous les habitants de Nouvelle-Espagne et ceux des autres provinces adjacentes mangeaient de la chair humaine, tous pratiquaient communément la sodomie et buvaient avec excès », comparant certaines coutumes autochtones avec celles des Sarrasins impies.
Au milieu du XVIe siècle, tant Bernal Díaz del Castillo, l'explorateur Fernández de Oviedo ou le militaire Juan de Grijalva écrivirent au sujet de scènes de sodomie sculptées en architecture, en orfèvrerie, en terre cuite et sous forme de statues. Le fait fut confirmé en 1526 par Gonzalo Fernández de Oviedo y Valdés, chargé de la fonte de l'or des mines d'Amérique. À la même époque, Álvar Núñez Cabeza de Vaca écrivit :
« Des pratiques diaboliques […] un homme marié à un autre homme, maniérés ou efféminés, hommes impuissants qui s'habillent comme des femmes et prennent fonction de femmes, cependant, tiraient à l'arc et à la flèche et pouvaient porter de lourdes charges sur eux-mêmes. Nous vîmes beaucoup d'efféminés, bien que plus grands et corpulents que les autres hommes. Beaucoup de ces hommes efféminés pratiquaient le péché contre nature. Núñez Cabeza de Vaca »
Isabelle de Portugal, épouse de Charles Quint, sans doute sous l'impulsion de ces récits, interdit en 1529 la plantation ou l'usage du maguey pour la fermentation du pulque. La reine pensait qu'il était la cause de l'« ébriété et poussait les Indiens à réaliser » les sacrifices humains et le péché abominable.
Ces récits et d'autres formèrent un véritable genre littéraire, ils circulaient dans toute la péninsule ibérique et furent utilisés pour justifier la notion d'Empire ; c'était une autre « juste cause » pour la domination et l'occupation des Indes. Francisco de Vitoria, bien qu'il ait compris que les autochtones possédaient la raison et que, comme tels, l'empereur n'avait aucun droit sur eux, considérait que « les infidèles qui commettraient des péchés contre nature, tels que l'idolâtrie, la pédérastie ou la fornication, toutes offenses envers Dieu, pouvaient être arrêtés par la force ». Parmi ces péchés contre la nature se trouvait naturellement la sodomie, le péché contre nature par excellence. La légitimation se fondait sur la culture différente et leurs coutumes, entre les plus notables : l'anthropophagie, les sacrifices humains et la sodomie, dans ce sens la conquête du Mexique pourrait avoir représenté la simple extension de la reconquête espagnole des infidèles représentés alors par les Maures. Ainsi se refermait le cercle de la relation entre le Maure, le sodomite et l'Indien.

### Nouvelle-Espagne
À partir du milieu du XVIe siècle apparurent les premiers chroniqueurs à vraiment vivre et travailler en Hispania Nova. Frère Toribio de Benavente, plus tard appelé Motolínia, un des plus importants chroniqueurs de cette époque, écrivait que les autochtones « buvaient de certain vin appelé pulque, jusqu'au point de se saouler, suivi par des sacrifices et les vices de la chair, spécialement […] le péché abominable ». De nouveau, tous les autochtones furent diabolisés par une représentation de fous ivres. Pires furent les historiographes officiels, comme Francisco López de Gómara, qui remplissait l'Amérique d'êtres fantastiques bien qu'il n'ait jamais foulé aucune terre américaine, ou Juan Ginés de Sepúlveda, qui considérait que les autochtones avaient été par nature prédestinés à l'esclavage. De même, Bernardino de Sahagún, consacra à ce sujet le chapitre « Des personnes vicieuses tels que les ruffians et les sodomites » de son Histoire générale des choses de la Nouvelle-Espagne (1558-1565). Bernal Díaz del Castillo écrivit aussi à partir de 1568 sur la sodomie. À nouveau, il associait les religions indiennes et leurs prêtres au cannibalisme, aux sacrifices humains et à la sodomie. En 1569, Tomás López Mendel accusait aussi les prêtres autochtones de diffuser la sodomie dans le peuple.
En réaction à ces écrits, à partir de 1542, Bartolomé de las Casas, ainsi que d'autres écrivains autochtones et missionnaires, lança une contre-offensive littéraire. Las Casas considérait le « vice bestial de la sodomie comme le pire, le plus détestable de toutes les malices humaines quelles qu'elles soient ». Il niait passionnément les nouvelles transmises par les conquistadors et les explorateurs, qui avaient « diffamé les Indiens en les ayant accusés d'être infectés par la sodomie, une grande et scélérate fausseté » et considérait qu'ils observaient l'« abstinence envers les affections sensuelles, viles et sales », bien qu'il admît que dans un pays aussi grand il puisse y avoir des cas isolés de personnes particulières dans des cas particuliers, attribués à « une corruption naturelle, dépravation, une espèce de maladie innée ou à la peur de la sorcellerie et à d'autres sortilèges magiques », mais en aucun cas parmi les convertis au christianisme. Las Casas donnait comme exemple les Mexicas qui brûlaient cruellement les sodomites découverts dans le temple. D'après des affirmations de frère Agustín de Vetancurt ces hommes qui s'habillaient en femmes (et vice versa) étaient pendus s'ils commettaient le péché abominable et les prêtres étaient brûlés, information que confirmait frère Gerónimo de Mendieta. Frère Gregorio García, dans son Origine des Indiens de le nouveau monde (sic ; 1607) assurait qu'avant l'arrivée des Espagnols, « les hommes de Nouvelle-Espagne commettaient d'énormes péchés, spécialement ceux contre la nature, bien qu'ils brûlent à cause d'eux et qu'ils se consument dans le feu envoyé depuis les cieux [… les autochtones] punissaient les sodomites de mort, ils les exécutaient avec une grande vigueur. […] Ils étranglaient ou pendaient les femmes qui couchaient avec d'autres femmes étant donné qu'ils considéraient aussi cela comme contre nature ». García imputait les cas de sodomie au fait que les « misérables Indiens procédaient ainsi parce que le Diable les avait trompés en leur faisant croire que les dieux qu'ils adoraient pratiquaient aussi la sodomie, et par conséquent ils la considéraient comme une coutume bonne et licite ».
Cependant, Las Casas ne laissait pas de donner des informations sur les actes homosexuels dans les sociétés indiennes contemporaines, comme la coutume des parents d'acheter de jeunes hommes à leurs fils « pour être utilisés pour le plaisir sodomitique », l'existence de « lieux publics infâmes connus comme éphébies où des hommes jeunes, lascifs et dévergondés pratiquaient le péché abominable avec tous ceux qui entraient dans la maison », ou celle des bardaches, « des hommes féminins habillés comme des femmes et remplissant leurs tâches ». Frère Gregorio García donnait aussi des nouvelles de ce type, écrivant par exemple que « certains hommes s'habillaient comme les femmes et si quelque père avait cinq fils [… le plus jeune] était habillé comme une femme, on lui apprenait leurs travaux et on le mariait comme une jeune fille, bien que même en Nouvelle-Espagne ils méprisent les Indiens efféminés aux allures de femme ». Les mentions de la sodomie continuèrent pendant longtemps, encore en 1666, chez Cristóbal de Agüero, et en 1697, chez frère Ángel Serra.
Les auteurs autochtones ne tardèrent pas à s'unir à Las Casas pour défendre les cultures américaines. Fernando de Alva Cortés Ixtlilxochitl, gouverneur de Texcoco, écrivit en 1605 que parmi les Chichimèques, celui qui « jouait le rôle de la femme se faisait arracher les parties intérieures par le cul pendant qu'il restait attaché à un poteau, après quoi quelques garçons lui versaient des cendres jusqu'à ce qu'il soit enterré sous elles […] ils couvraient le tas avec plusieurs morceaux de bois et ils y mettaient le feu. […] ils couvraient celui qui avait joué le rôle de l'homme avec des braises pendant qu'il était en vie, jusqu'à ce qu'il en meure ». Le récit d'Alva Ixtlilxóchitl était, d'après Crompton, trop détaillé pour être inventé, mais selon Garza l'histoire montrait de clairs indices d'influences méditerranéennes dans la différenciation entre homosexuels actifs et passifs.
L'administration coloniale imposa les lois et les coutumes espagnoles aux peuples autochtones, ce qui, dans le cas de la sodomie, fut rendu plus facile par l'existence de lois similaires dans l'empire aztèque. Durant le Siècle d'or, le crime de sodomie était traité et châtié de la même manière que celui de trahison ou d'hérésie, les deux crimes les plus graves de l'État. Au début, l'Inquisition était contrôlée par les évêques locaux, comme l'archevêque Juan de Zumárraga (1536-1543), dont une étude des affaires jugées montrait que l'homosexualité était une des principales préoccupations du tribunal. Les châtiments pour les péchés sexuels consistaient habituellement en amendes, pénitences, humiliation publique et coups de fouet dans les cas les plus graves. En 1569, Philippe II crée officiellement le tribunal de la ville de Mexico, mais dans la Nouvelle-Espagne, seule la justice civile se chargeait de juger le péché abominable.
La première exécution de sodomites connue au Mexique eut lieu en 1530, quand Tangáxoan Tzíntzicha (es) brûla au bûcher pour idolâtrie, sacrifice et sodomie. De même, Pedro Cieza de León raconta que Juan de Olmos, juge principal de Portoviejo, avait brûlé « de grandes quantités de ces pervers et démoniaques Indiens ». En 1596, le vice-roi Gaspar de Zúñiga y Acevedo, comte de Monterrey, informait par une lettre envoyée à Philippe II, pour justifier l'augmentation de la solde des fonctionnaires royaux, que ceux-ci avaient emprisonné et brûlé quelques délinquants pour péché abominable et autres types de sodomies, bien qu'il ne donne pas le nombre de victimes ni les circonstances de l'évènement.
En 1658, le vice-roi de Nouvelle-Espagne, le duc d'Albuquerque, écrit à Charles II d'Espagne à propos d'un cas de péché abominable dans la ville de Mexico où il y eut « dix-neuf prisonniers, dont quatorze furent condamnés à brûler ». Lucas Matheo, un jeune de 15 ans, échappa au bûcher grâce à sa jeunesse, mais reçut 200 coups de fouet et dut effectuer six ans de travaux forcés à la meule. Parmi les documents envoyés au roi, on trouve une lettre du magistrat du Tribunal suprême de Sa Majesté, Juan Manuel Sotomayor, qui décrivait la sodomie comme un « cancer endémique » qui avait « infesté et s'était étendu parmi les prisonniers de l'Inquisition dans leurs cellules particulières et les fonctionnaires ecclésiastiques avaient commencé aussi leurs propres enquêtes ». La lettre de Sotomayor informait qu'entre 1657 et 1658, on avait poursuivi ou condamné 125 individus, dont les noms, ethnies et occupations figuraient à la suite. Tant le vice-roi comme le magistrat fondaient leur rejet de la sodomie sur la Bible et la religion, bien qu'ils créent des histoires sui generis, comme Sotomayor, qui écrivait « comme l'avaient professé quelques saints, que tous les sodomites étaient morts avec la naissance de Notre Seigneur Jésus ».
Cette dernière affaire permet d'entrevoir la subculture des homosexuels dans le Mexico de la première moitié du XVIIe siècle, étant donné que plusieurs des accusés avaient plus de soixante ans et menaient cette vie depuis plus de vingt ans. Toutes les personnes impliquées venaient des classes les plus basses, les Noirs, les autochtones, les mulâtres et des Européens difformes, même s'il y a des indices que les classes les plus puissantes étaient aussi impliquées, mais elles ne furent jamais touchées grâce à leur influence. Plusieurs des accusés avaient des sobriquets, comme Juan de la Vega, qui était surnommé la Cotita, Juan de Correa, La Estanpa ou Miguel Gerónimo, la Cagarriana, surnom d'une prostituée de la ville qu'on lui avait donné à cause de sa proximité.
Le groupe se réunissait périodiquement dans des maisons privées, souvent les jours de fêtes religieuses avec l'excuse de prier et de rendre hommage à la Vierge et aux saints, mais en réalité ils organisaient des bals de travestis et des orgies. Les prochains lieux et dates de réunion se décidaient lors des fêtes antérieures ou étaient diffusés par courrier et par des messagers qui appartenaient au groupe.

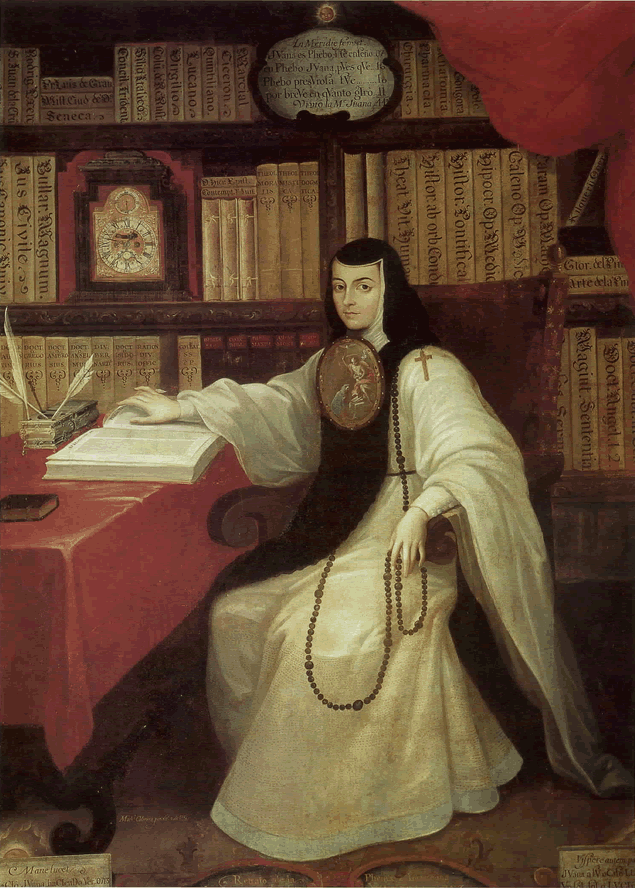
Sœur Juana Inés de la Cruz fut une icône pour la culture lesbienne moderne,.

La culture coloniale était similaire à celle de la péninsule ibérique et comporta des intellectuels de premier plan parmi les natifs d'Amérique. L'une des plus importantes fut sans doute Juana Inés de la Cruz, dont on a dit qu'elle était lesbienne, en prenant comme fondement les amitiés intenses qu'elle eut avec diverses femmes, dont elle célèbre la beauté dans sa poésie :
| « Yo, pues, mi adorada Filis, que tu deidad reverencio, que tu desdén idolatro y que tu rigor venero: [...] Ser mujer, ni estar ausente, no es de amarte impedimento; pues sabes tú que las almas distancia ignoran y sexo » — Sœur Juana Inés de la Cruz | « Moi donc, ma Phylis adorée, qui révère ta divinité, qui idolâtre ton dédain et qui vénère ta rigueur : […] Être femme, ni être absente, ne m'empêchent de t'aimer ; car tu sais toi que les âmes ignorent et la distance et le sexe » |

### Le Mexique indépendant
En 1821, le Mexique se rendit indépendant de l'Espagne et entama une nouvelle ère.
En 1863, les troupes françaises prirent la ville de Mexico et mirent Maximilien Ier sur le trône d'empereur du Mexique (1864-1867). Fernando Bruquetas de Castro, dans son livre Les Rois qui ont aimé comme des reines, affirme que Maximilien Ier était homosexuel. Il semble que les rumeurs sur son homosexualité commencèrent à la cour de Bruxelles, d'où venait son épouse, la princesse Charlotte Amélie, fille du roi Léopold Ier de Belgique. La rupture définitive entre Maximilien et Charlotte eut lieu durant une escale à Madère, où le futur empereur fit une escapade tonitruante dans le quartier homosexuel de l'île. Cependant, au Mexique, l'empereur continua à s'entourer d'amitiés masculines, comme le prince Félix Salm-Salm ou le colonel López, qui lui restèrent fidèles jusqu'à la fin.
L'invasion française introduisit le code Napoléon au Mexique, code qui ne mentionnait pas la sodomie, qui cessa donc d'être un délit. Cependant, en 1871, le nouveau Code pénal introduisit l'« outrage à la morale et aux bonnes mœurs », une notion relativement vague dont l'interprétation était laissée à la police et aux juges, et qui allait être employée contre les homosexuels. Ainsi, à la fin du XIXe siècle, s'était déjà formé à Mexico une subculture homosexuelle, semblable à celle qui existait dans d'autres grandes villes d'Amérique comme Buenos Aires, Rio de Janeiro, La Havane, New York et Toronto.
Au printemps 1918, Manuel Palafox, secrétaire et général d'Emiliano Zapata, fut accusé par des ennemis politiques dans le camp zapatiste d'avoir laissé filtrer des informations à travers ses relations homosexuelles. Placé sous la surveillance de Gildardo Magaña (es), il s'échappa et tenta de réunir les chefs zapatistes autour de lui, en quoi il échoua. Palafox mourut en 1959 sans que son homosexualité soit prouvée.
Dans les années 1930 existaient quelques bars et établissements de bains pour homosexuels à Mexico, les zones de drague étant la Alameda, le Zócalo, le Paseo de la Reforma et la rue Madero. La décennie suivante, durant la Seconde Guerre mondiale, il devait y avoir de dix à quinze bars, et il était permis de danser à El África et El Triumfo. Cette relative permissivité prit fin en 1959, quand le maire Uruchurtu ferma tous les bars homosexuels de la ville après un triple meurtre.

#### Le bal des quarante et unmaricones
Le scandale le plus éclatant des XIXe et XXe siècles fut le dénommé « Bal des quarante et un (es) » ou « Bal des quarante et un maricones » (insulte désignant les homosexuels),. Il fait référence à une descente de police effectuée le 18 novembre 1901, sous la présidence de Porfirio Díaz. La descente, réalisée dans la rue de la Paix (aujourd'hui rue Ezequiel Montes), était dirigée contre un bal d'hommes qui se déroulait dans une habitation de particuliers, où 22 étaient habillés en hommes et 19 étaient habillés en femmes. La presse mexicaine s'est repue de la nouvelle, malgré les efforts du gouvernement pour étouffer l'affaire, en raison de l'appartenance des hommes arrêtés aux classes élevées de la société porfirienne. La liste des noms des personnes arrêtées ne fut jamais révélée,.
« La nuit de dimanche, la police surprit dans une maison annexe du no 4 rue de la Paix, un bal où 41 hommes seuls s'avéraient travestis. Parmi quelques-uns de ces individus on reconnut les poulets qu'on voit passer de jour le long de Plateros. Ceux-ci revêtaient de très élégants habits de dames, ils portaient des perruques, de faux seins, des boucles d'oreilles, des pantoufles brodées et avaient sur le visage du noir aux yeux et du rouge sur les joues. Lorsque la nouvelle s'est répandue sur les boulevards, elle a donné lieu à toute sorte de commentaires réprouvant la conduite de ces individus. Nous ne donnons pas à nos lecteurs plus de détails, car ils sont répugnants au plus haut point. »
La rumeur a immédiatement enflé, sans jamais être confirmée ou niée, selon laquelle en réalité les détenus auraient été au nombre de 42, le quarante-deuxième étant le beau-fils de Porfirio Díaz, Ignacio de la Torre, à qui l'on aurait permis de fuir. Bien que la descente n'ait pas eu de prétexte légal et ait été complètement arbitraire, les 41 prisonniers furent engagés de force dans l'armée :
« Les fainéants, les filous et les chochottes que l'on a envoyés dans le Yucatan, n'ont pas été consignés dans les bataillons de l'Armée qui opèrent dans la campagne contre les indigènes mayas, mais aux œuvres publiques parmi les populations conquises à l'ennemi commun de la civilisation. »
— El Popular, 25 novembre 1901
Le 4 décembre 1901, il y eut encore une descente de police dans un local de lesbiennes à Santa María, mais l'affaire eut moins d'échos dans la société.
Le nombre 41 ou 42 en est venu à faire partie de la culture populaire mexicaine pour faire référence aux homosexuels, et dans le cas de 42 aux homosexuels passifs. Les faits et les nombres furent amplifiés dans la presse, mais aussi à travers les gravures, les satires, les pièces de théâtre, la littérature, la peinture et même jusqu'aux jours de la télévision, comme le montre la telenovela historique El vuelo del águila (es) diffusée par Televisa en 1994. En 1906, Eduardo A. Castrejón publia le livre Les quarante et un. Roman critico-social. Les célèbres gravures de José Guadalupe Posada accompagnèrent la publication de plusieurs poèmes : 
| « Hace aún muy pocos días Que en la calle de la Paz, Los gendarmes atisbaron Un gran baile singular. Cuarenta y un lagartijos Disfrazados la mitad De simpáticas muchachas Bailaban como el que más. La otra mitad con su traje, Es decir de masculinos, Gozaban al estrechar A los famosos jotitos. Vestidos de raso y seda Al último figurín, Con pelucas bien peinadas Y moviéndose con chic. » — Anónimo | « Il y a encore peu de jours Dans la rue de la Paix, Les gendarmes avisèrent Un grand bal singulier. Quarante et un gommeux Déguisés de moitié En sympathiques jeunes filles Dansaient comme personne. L'autre moitié dans son habit, C'est-à-dire les masculins, Jouissaient de serrer dans leurs bras Les fameuses petites tantouzes. Vêtus de satin et de soie à la dernière mode, Avec des perruques bien peignées Et se mouvant avec chic. » Anonyme |

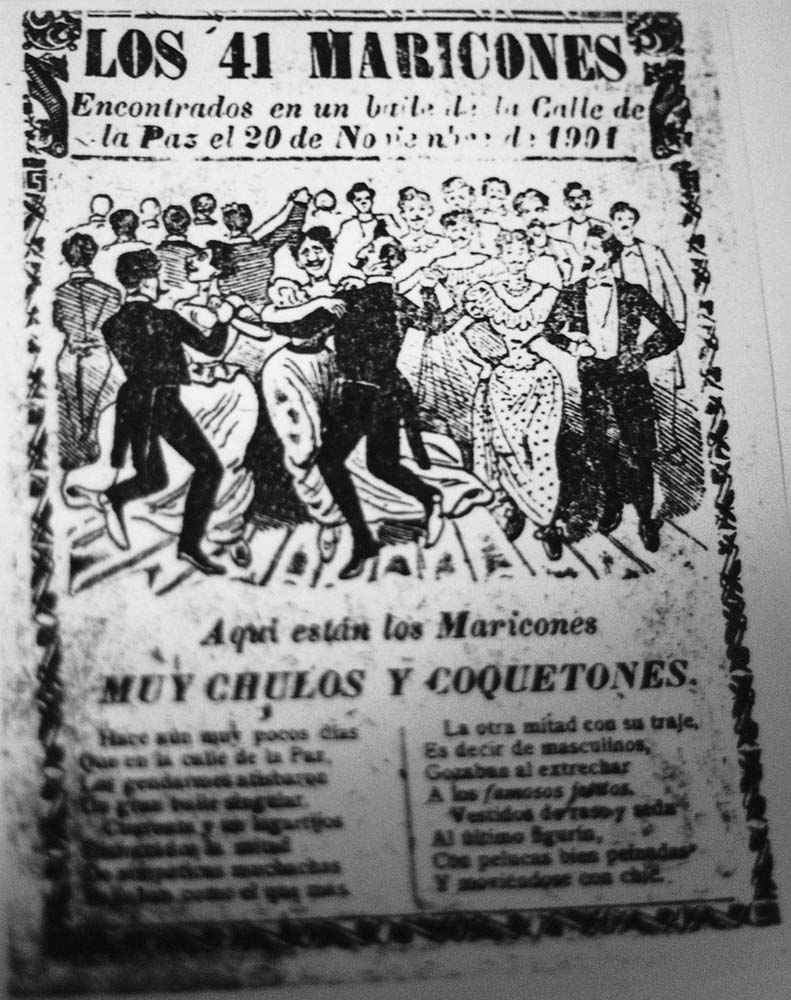
Feuille détachée de journal publiée en 1901 au lendemain du Bal des 41.

L'affaire alla si loin que depuis lors le nombre 41 est tabou, comme l'indique l'essayiste Francisco L. Urquizo (es) :

« Au Mexique, le numéro 41 n'a aucune valeur et il est offensant pour les Mexicains […] L'influence de cette tradition est telle que même dans les affaires officielles, on passe sous silence le numéro 41. Il n'y a dans l'armée ni division, régiment ou bataillon qui porte le numéro 41. Ils arrivent jusqu'au 40 et de là ils passent au 42. Il n'y a pas d'état du personnel avec la ligne 41. Dans les nomenclatures municipales, il n'y a pas de maisons qui portent le numéro 41. Personne ne fête ses 41 ans, de 40 ans on passe à 42. Pas une automobile ne porte une plaque avec 41, et aucun policier ou agent n'accepte ce nombre. »

— Francisco L. Urquizo
Le précédent qu'a constitué le Bal des 41 a été utilisé depuis ce moment pour mener encore plus de descentes continuelles, de chantage policier, de tortures, de passages à tabac, d'emprisonnements et de peine aux îles Tres Marias, avec la simple mention qu'il s'agit d'une « attaque à la morale et aux bonnes mœurs ».

#### La société auXXesiècle
Plusieurs des homosexuels continuaient à vivre dans la maison des parents, parce que leurs activités étaient en général privées ou clandestines. À la fin du XXe siècle et au début du XXIe siècle, les homosexuels continuent de vivre leur condition sexuelle dans la discrétion et de rester pour beaucoup dans le placard, vivant ce qui est pour d'autres un secret de Polichinelle.
Les classes ouvrières de la société mexicaine maintenaient généralement le modèle méditerranéen, pour lequel les homosexuels se divisent en actifs et en passifs, les actifs étant « masculins » et les passifs « efféminés » et « méprisables » : « Moi je suis un homme ; si on te baise, tu n'es plus un homme ». Il existe même une peur chez les homosexuels actifs de devenir pénétrés, parce qu'ils craignent la possibilité d'y prendre plaisir et de cesser d'être des « hommes ». De leur côté, les homosexuels des classes privilégiées, plus cosmopolites, ont adopté le modèle européen du dandy de la fin du XIXe siècle. Ce modèle est en train d'être remplacé par un autre plus proche du modèle anglo-saxon, pour lequel l'homosexuel ne se définit pas par la dichotomie actif/passif, mais par le fait d'avoir des relations sexuelles avec d'autres hommes. Ceux qui refusent de se définir comme actifs ou passifs sont appelés « internationaux ».
Plusieurs Mexicains homosexuels nourrissent ce qu'on appelle le « rêve phallique », qui consiste à voir les États-Unis comme une utopie sexuelle, où ils peuvent être libres et ouvertement gays. Agissant en conséquence, ils tentent de tisser des contacts avec les touristes étrangers comme tremplin vers le destin rêvé. Cependant, beaucoup finissent désillusionnés lorsqu'ils doivent se confronter à l'homophobie et au racisme ambiants.

## Mouvement LGBT

### Mouvement associatif
Jusqu'à la fin des années 1960, il n'y avait ni groupe LGBT ni publications sur ce thème. Les premiers groupes LGBT se sont formés au début des années 1970 à Mexico et Guadalajara[réf. nécessaire].
Une des premières militantes LGBT fut Nancy Cárdenas. Cárdenas, femme de lettres, actrice et metteuse en scène de théâtre, s'inspirant des mouvements LGBT en Europe et aux États-Unis, commença à organiser des réunions d'écrivains LGBT. En 1973, elle fut la première Mexicaine à parler ouvertement de son homosexualité à la télévision mexicaine. En 1974, elle fonda le Front de Libération Homosexuel (es) (FLH), la première organisation LGBT du Mexique.
Le 26 juillet 1978, la première marche LGBT eut lieu lors de la commémoration du mouvement étudiant de 1968. La marche fut organisée par la Frente Homosexual de Acción Revolucionaria (Front homosexuel d'action révolutionnaire). Le 2 octobre de la même année, les groupes FLH, Lesbos, Oikabeth, Lambda de Liberación Homosexual et Sex-Pol, avec d'autres, marchèrent lors de cette manifestation pour célébrer le dixième anniversaire de Mai 68. En 1979, le FHAR sort de nouveau dans la rue en faveur de la Révolution sandiniste au Nicaragua. Comme on peut le deviner, le mouvement LGBT était à ses débuts très lié aux mouvements de gauche. À la fin de juin 1979 se déroula la première manifestation en faveur des droits des homosexuels, coïncidant avec l'anniversaire des émeutes de Stonewall. On y exigeait la libre expression sexuelle et on y protestait contre la répression sociale et policière Depuis lors, une marche LGBT a lieu chaque année lors de la Marche des fiertés. Mais les groupes qui furent à leur origine n'ont pas eu la même longévité.

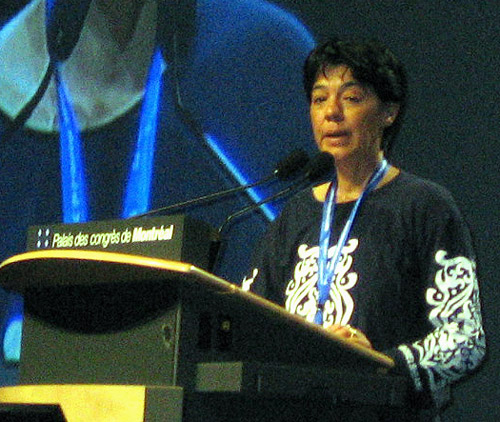
Patria Jiménez, le 28 juillet 2006 à Montréal.

Le mouvement LGBT s'est vu paradoxalement stimulé par la crise du SIDA, que l'on croit être arrivé au Mexique en 1981. Les groupes LGBT se sont focalisés sur la lutte contre l'infection, réalisant des campagnes d'information sur la maladie, de prévention et de sexualité sans risque. Ils luttèrent aussi contre les préjugés sociaux des secteurs les plus conservateurs, et contre l'Église catholique, qui considérait que « ce que Dieu n'avait pas réussi à faire, c'est le sida qui le ferait, et cette maladie est un châtiment divin ». Les manifestations, qui sont devenues annuelles, réclament la fin de la discrimination sociale pour les malades du SIDA, en particulier au travail, dans les hôpitaux et les centres de santé, et des moyens de prévention tels que la promotion de l'usage du préservatif.
Dans les années 1990, sans que cesse la lutte pour les éléments déjà cités, des protestations contre les assassinats d'homosexuels et des tentatives pour défendre la diversité sexuelle commencèrent à voir le jour. En 1992, Patria Jiménez et Gloria Careaga Pérez (es) créèrent l'association lesbienne Le Placard de Sœur Juana, une des associations LGBT les plus importantes du pays ; en tant qu'ONG, elle fut accréditée par les Nations unies pour la quatrième Conférence mondiale sur la Femme.

### Activisme politique
En 1997, Patria Jiménez fut la première personne ouvertement homosexuelle être élue au Congrès sous les couleurs du Parti de la révolution démocratique. En 2007, une femme transgenre se présenta pour la première fois au Congrès, Amaranta Gómez (es) pour México Posible. Amaranta Gómez s'identifie comme muxhe, un nom donné localement aux berdaches de Juchitán de Zaragoza (Oaxaca).

## Homophobie

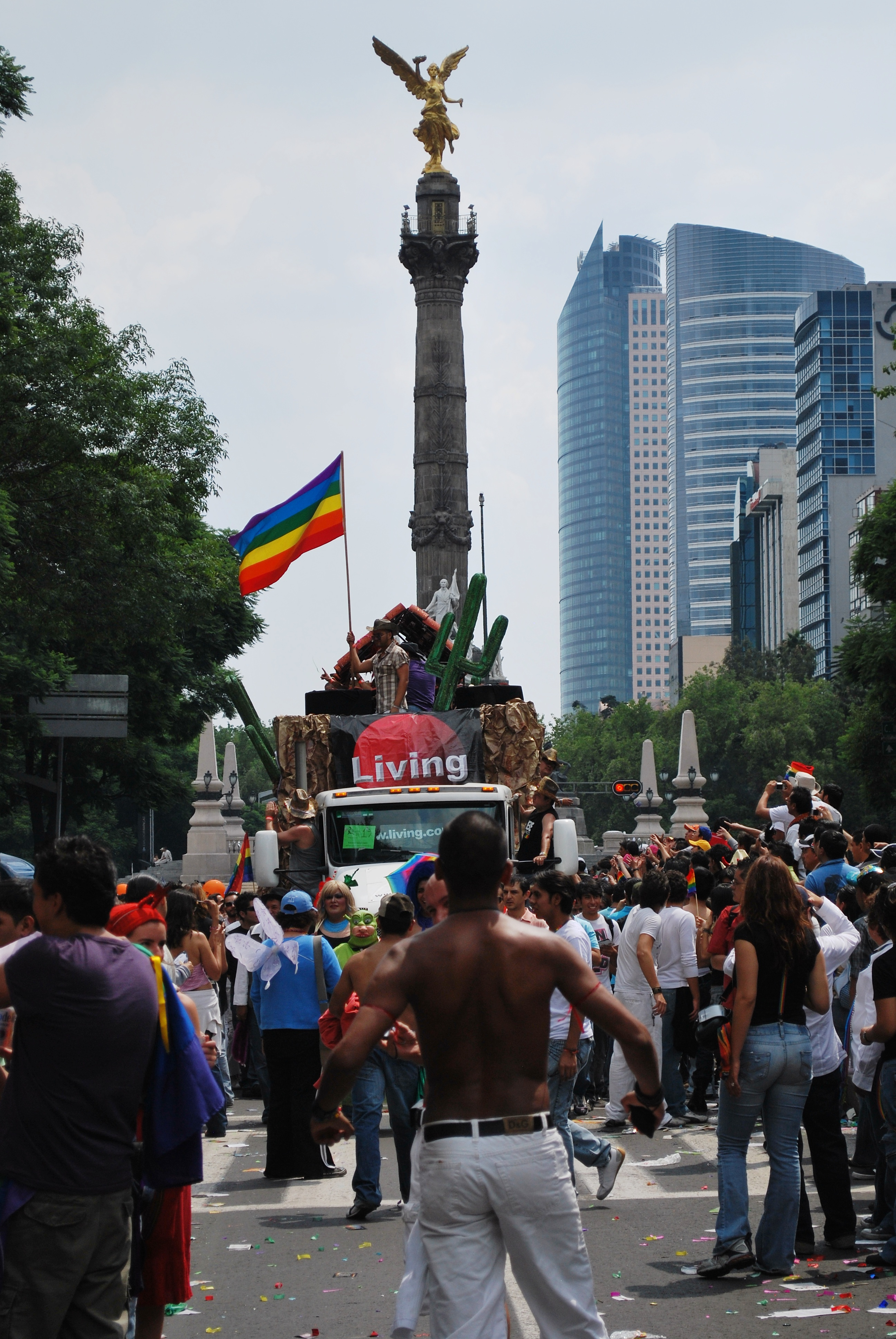
Marche des fiertés à Mexico en 2009.

L'homophobie est très étendue dans la société mexicaine. Les statistiques montrent qu'entre les seules années 2002 et 2007 mille personnes ont été assassinées en raison de leur homosexualité, tel que l'a révélé en mai 2007 la Chambre des députés mexicaine, ce qui fait du Mexique le deuxième pays du monde ayant le plus fort taux de crimes homophobes après le Brésil,. Dans une étude journalistique de Fernando del Collado, publiée sous le titre Homophobie, haine, crime et justice, on parle de 400 morts entre 1995 et 2005 ; c'est-à-dire, quelque 3 assassinats par mois, mais la Commission citoyenne contre les crimes de haine par homophobie calcule que l'on ne dénonce qu'un crime sur quatre. La grande majorité se commet contre des homosexuels masculins ; par comparaison, de 1995 à 2004, il y eut 16 assassinats de femmes. Les crimes sont souvent ignorés ou donnent lieu à des enquêtes rapides de la part des forces de police, ce qui assure l'impunité pour leur auteur dans 98 % des cas,. Une étude de 2007 de l'Universidad Autónoma Metropolitana (UAM), Unidad Xochimilco, classe d'autres formes de violence moins graves : violence verbale dans 32 % des cas, harcèlement sexuel dans 18 %, agression dans 12 % des cas, persécution dans 12 % et menaces dans 11 % des cas. D'après l'étude de l'UAM, les discriminations les plus fréquentes « étaient le refus d'embauche à l'emploi, 13 pour cent ; la menace d'extorsion et l'arrestation par la police, 11 pour cent ; et mauvais traitement sur employé, 10 pour cent ».
71 % des jeunes Mexicains n'accepteraient pas que l'on donne les mêmes droits aux homosexuels qu'aux hétérosexuels. Une enquête de 2006 affirme que 33 % des Mexicains ressentent de l'aversion envers les homosexuels, 40 % ne veut pas de politiques spéciales pour les homosexuels et 32 % ne veut pas avoir de voisins homosexuels. L'homophobie est aussi très enracinée dans la famille. En 2004, seules quatre familles de personnes assassinées par homophobie, sur un total de 26, ont offert de donner des informations sur le sujet à une commission qui faisait une enquête. À Mexico, en 2004, sur 125 cadavres d'homosexuels, seuls 75 furent réclamés par les membres de leur famille, pour 13 autres, la famille ne vint que pour l'identification, et les familles des autres personnes décédées ne se sont pas approchées de la morgue, bien qu'informées. Il y a des traces d'internements de jeunes Mexicains dans des cliniques psychiatriques après qu'ils ont avoué leur homosexualité à leur famille. 16 % ont été chassés par leur famille et un pourcentage plus élevé encore a été agressé par des membres de sa famille.
La culture populaire encourage cette attitude. Le groupe de rock Molotov sortit en 1997, dans son album ¿Dónde jugarán las niñas?, la chanson Puto. Les paroles de la chanson contiennent des phrases comme « Ma petite tante ou plutôt pédé », « On naît pédé, on meurt pédé », « J'aime le dire / tue la folle / Et que veut ce fils de pute !? Il veut pleurer », « Pédé, il lui manque des couilles au / Pédé ! / Il n'a pas de burnes l'enculé de pédé »,. Le producteur, Gustavo Santaolalla, dans une déclaration à la revue Retila, affirme que le mot n'avait pas été employé dans le sens de « pédé » mais dans le sens de « lâche » ou de « perdant », qui est aussi employé au Mexique.
L'étude de l'UAM montre les conséquences de l'homophobie sur la communauté LGBT. Elle affirme que 27 % des personnes LGBT étudiées souffrent de troubles mentaux et de risque d'alcoolisme, 40 % a pensé à se suicider, et 25 %, le quart, a tenté de le faire.

## Droits LGBT
- Égalité juridique des mariages entre couples de même sexe et de sexe opposé
- Des licences de mariage sont délivrées aux couples de même sexe bien qu'elles ne soient pas autorisées par la loi de l'État; ils peuvent prendre plus de temps à traiter ou être plus chers que les licences pour les couples de sexe opposé
- Inégalité du mariage : les couples homosexuels mariés ne sont pas considérés comme mariés lorsqu'il s'agit d'adopter des enfants

La communauté LGBT a gagné peu à peu quelques droits dans les premières années du XXIe siècle. Le 29 avril 2003 a été approuvée la loi fédérale pour prévenir et éliminer la discrimination. La loi, qui a été critiquée comme insuffisante, permet la création du Conseil national pour prévenir la discrimination, CONAPRED, qui se charge de recevoir et résoudre les cas de discrimination, en plus de « développer des actions pour protéger tous les citoyens et citoyennes de toute distinction ou exclusion fondée sur l'origine ethnique ou nationale, le sexe, l'âge, le handicap, la condition sociale ou économique, l'état de santé, la grossesse, la langue, la religion, les opinions, les préférences sexuelles, l'état civil ou quelque autre que ce soit, qui empêche ou annule la reconnaissance ou l'exercice des droits et la réelle égalité des chances des personnes ».
En novembre 2006, la Ley de Sociedad de Convivencia est promulguée dans le District fédéral. Appelée « loi gay » dans les médias généralistes, cette disposition juridique ne s'adresse pas exclusivement à la population homosexuelle. La loi -en vigueur depuis sa publication dans le journal officiel du gouvernement de la capitale le 16 mars 2007- offre presque les mêmes droits qu'un mariage dans les limites du District fédéral, excepté l'adoption. Le premier État mexicain à légaliser les unions civiles fut Coahuila le 11 janvier 2007, sous le nom de Pacte civil de solidarité. Le Congrès de Coahuila a modifié le code civil de manière importante pour introduire la nouvelle forme de vie commune. La loi donne des droits similaires au mariage, mais elle interdit l'adoption aux couples homosexuels.
Malgré ces avancées, en 2006, la population mexicaine s'opposait majoritairement au mariage entre personnes de même sexe. Dans une enquête de Paramétrie, 61 % des interrogés répondirent « non » à la question de savoir s'ils appuieraient un amendement à la constitution pour légaliser le mariage entre personnes de même sexe. Seuls 17 % répondirent affirmativement et 14 % ne donnèrent pas ou n'avaient pas d'avis. Dans la même enquête, 41 % s'opposaient à la possibilité de donner les mêmes droits que ceux qu'apporte un mariage à un couple gay enregistré, seuls 28 % appuyant cette possibilité.
Le 21 décembre 2009, Mexico légalise le mariage entre personnes de même sexe. Les députés de l'Assemblée du District fédéral (DF) où se trouve la capitale fédérale du Mexique ont voté par 39 voix contre 20 et 5 abstentions, lundi 21 décembre, une modification du Code civil autorisant le mariage entre personnes de même sexe, mariage auparavant défini comme « l'union librement consentie entre un homme et une femme ». C'est la première fois en Amérique latine, bien que des unions civiles aient déjà été autorisées, notamment en Argentine, Uruguay et Colombie. Le texte de loi fédérée doit désormais être promulgué par Marcelo Ebrard, le maire du DF, connu pour ses positions à l'avant-garde et à l'opposé des catholiques et des conservateurs qui ont protesté et lancé une campagne. Le député Victor Romo, du Parti de la révolution démocratique (PRD) a déclaré : « Pendant des siècles, des lois injustes ont interdit les mariages entre blancs et noirs ou Indiens et Européens, on a interdit l'amour étranger […] Aujourd'hui ces barrières ont disparu ».
En novembre 2013, le sénateur Fernando Mayans Canabal propose d'établir dans le Code civil fédéral que le mariage est l'union libre de deux personnes pour réaliser la communauté de vie, où les deux cherchent respect, égalité et entraide, sans distinction de préférence sexuelle.
Parmi les actions promues par le gouvernement fédéral du président Andrés Manuel López Obrador figurent les suivantes :
- Des services de santé dignes et adaptés à la diversité sexuelle, où les institutions du secteur s'engagent à appliquer des protocoles de soins
- Inclusion professionnelle qui garantit que toutes les personnes ont les mêmes opportunités, quelle que soit leur identité de genre ou leur orientation sexuelle
- Renforcer la norme mexicaine d'égalité au travail et de non-discrimination
- Entente éducative qui établit que le système sera inclusif et respectueux des différences
- Tous les bureaux du procureur général et les parquets du pays doivent se conformer au protocole d'action pour assister les victimes de crimes de haine
- Tout couple, quelle que soit son orientation sexuelle, peut se marier dans les consulats du pays

## Culture

### Cinéma
L'homosexualité dans le cinéma mexicain apparaît représentée de deux manières. D'un côté, le long des années 1970 à 1990, période postérieure à l’« Âge d'or » du cinéma dans le pays, de nombreux films ont incorporé des personnages ayant de préférences homosexuelles. Il s'agissait presque toujours de personnages masculins qui tendaient à reproduire les stéréotypes de la culture populaire sur les homosexuels : des hommes efféminés aux goûts vestimentaires exubérants et aux façons de parler assez particulières. Les homosexuels apparaissent souvent comme des personnages secondaires, au rôle de second plan, et objet de moqueries de la part des autres personnages. Un exemple est le film Fin de la fiesta (1972), où Doña Beatriz, la mère de famille (jouée par Sara García), tue à coups de bâton son fils homosexuel.
Un des premiers films mexicains dont le personnage principal est homosexuel est El lugar sin límites (1977), réalisé par Arturo Ripstein d'après le roman du Chilien José Donoso. L'intrigue tourne autour d'un bordel de village au bord de la mer où La Manuela (un travesti interprété par Roberto Cobo) et sa fille La Japonesita (Ana Martín) exercent la prostitution.
L'homosexualité apparaît de manière très différente dans l'œuvre du réalisateur Jaime Humberto Hermosillo, dont les films déchaînèrent le scandale au Mexique. Ses films ne connurent pas de grande diffusion ou ne furent jamais montrés au public, le plus connu parmi ses films à thématique homosexuelle étant Doña Herlinda y su hijo (1984).
Des films comme Danzón (es) (1991), de María Novaro ; Miroslava (es) (1993), d'Alejandro Pelayo ; El callejón de los milagros (1995), de Jorge Fons ; ou Y tu mamá también (2001), d'Alfonso Cuarón intègrent la thématique homosexuelle comme un sujet secondaire dans leurs intrigues ou de manière voilée. Plus récemment est sorti le film Mil nubes de paz cercan el cielo, amor, jamás acabarás de ser amor (2003), réalisé par Julián Hernández, lauréat du Teddy Award à la Berlinale. Aucun des personnages de ce film ne se rapproche des stéréotypes homosexuels qui ont hanté le cinéma mexicain pendant des décennies. Le même réalisateur a depuis réalisé El cielo dividido et Rabioso sol, rabioso cielo (2008). En 2006 a eu lieu à Mexico le premier festival du film gay, qui a attiré 5 000 spectateurs.

### Télévision
Deux chaînes privées font concurrence pour la couverture nationale, Televisa et TV Azteca. Tout ce qui a trait à la sexualité apparaît occasionnellement, surtout lors des talk-shows et des programmes journalistiques. Les chaînes mexicaines privilégient l'auto-censure, et n'abordent pas l'homosexualité, à moins que le programme ne soit en rapport avec le VIH ou le SIDA. Cependant, il est depuis quelques années devenu courant d'inclure des personnages homosexuels dans les sitcoms et les soap operas mexicains. Un personnage lesbien est le premier à apparaître dans un soap opera populaire des années 1990, Nada personal (es) (« rien de personnel »). Dans ce programme produit par TV Azteca, l'image positive de l'homosexualité va de pair avec une forte critique du système politique mexicain. En 1999, une autre telenovela de TV Azteca, La vida en el espejo (es) (« la vie dans le miroir ») montre l'acteur José María Yazpik (es) interpréter un personnage gay, reconnu par plusieurs critiques comme le premier personnage gay rendu avec dignité dans un soap opera mexicain. La même chaîne a produit des personnages homosexuels similaires, joués par l'actrice Margarita Gralia (es) dans Mirada de mujer (« regard de femme », 1997), l'acteur Juan Pablo Medina dans Cuando Seas Mía (« quand tu seras mienne », 2001) et Juan Manuel Bernal (es) dans La heredera (es) (« l'héritière », 2004). Au milieu de 2009, Televisa a produit le soap opera Sortilegio, qui aborde doucement la bisexualité. Quelques mois plus tard, Los exitosos Pérez (« les Pérez qui ont réussi »), l'adaptation d'une telenovela argentine, Los exitosos Pells, était diffusée au Mexique. La production télévisée se concentre sur la question de savoir si les homosexuels devraient sortir du placard ou non. Un acteur qui y joue, Jaime Camil, a critiqué la télévision mexicaine pour avoir censuré ses scènes de baiser avec l'acteur José Ron.
La télévision par câble est plus ouverte au sujet des thèmes LGBT, en diffusant des programmes télévisés américains comme la sitcom Will et Grace ou les séries The L Word et Six Feet Under. La chaîne vidéo Telehit, affiliée à Televisa, a continuellement produit des émissions télévisées ciblant la communauté LGBT dès le début des années 2000. Desde Gayola (es), de 2001 à 2006, est une comédie à sketches mexicaine qui critiquait la société mexicaine, traitant de sujets tels que la politique, la religion, la sexualité ou le show business. Desde Gayola présentait plusieurs personnages LGBT, dont Manigüis, un homosexuel stéréotypé, Supermana, une super héroïne transgenre joué par l'actrice transgenre Daniel Vives, La Tesorito, incarnée par l'actrice transgenre Alejandra Bogue (es), et Marta Según, jouée par Javier Yepez, une parodie de l'ancienne première dame du Mexique, Marta Sahagún, épouse de Vicente Fox. Une autre émission importante produite par Telehit est Guau! (es), présentée par Alex Kaffie, Lorena Fernández et Sergio Téllez. Lancée fin 2005, Guau! est souvent considérée comme la seule émission mexicaine entièrement gay.

### Littérature
Le champ de la littérature mexicaine est particulièrement propice à l'irruption du thème de l'homosexualité et à l'inscription des sensibilités gay et lesbienne en termes esthétiques. El Diario de José Toledo (es) (Le journal de José Toledo, 1964), écrit par Miguel Barbachano Ponce (es), est reconnu comme le premier roman au Mexique à parler ouvertement d'homosexualité. Rosamaría Roffiel, une journaliste et femmes de lettres lesbienne, a écrit le roman Amora en 1989, considéré comme le premier roman lesbien publié au Mexique.
Malgré les préjugés, des homosexuels ont pu vivre librement et même connaître le succès, en particulier dans la littérature et les arts. Sœur Juana Inés de la Cruz (1648–1695), considérée comme le plus grand poète lyrique de la période coloniale, était une religieuse mexicaine que plusieurs critiques pensent lesbienne, à cause des poèmes d'amour passionné qu'elle a adressé à sa bienfaitrice Leonor Carreto, la femme du vice-roi Antonio Sebastián de Toledo, et de sa critique de la domination masculine. Salvador Novo (1904–1974), poète et membre du groupe d'avant-garde Los Contemporáneos (es), a écrit Nuevo Amor (1933), considéré comme l'un des meilleurs recueils de poèmes en espagnol
. Son ami proche, Xavier Villaurrutia (1903–1950) est un autre membre des Contemporáneos. Son Nocturno de los Ángeles (Nocturne des anges, 1936) est un exemple d'écriture homosexuelle en Amérique latine.
Luis Zapata est devenu l'écrivain gay le plus célébré du Mexique ces dernières années, car ses premières œuvres ont généré le courant de la littérature gaie au Mexique (es). L'anthologiste et journaliste Carlos Monsiváis, l'un des auteurs les plus respectés d'Amérique latine, est aussi connu pour avoir parlé de son homosexualité au sein de ses chroniques. Il critique aussi une société patriarcale et homophobe, qui ignore la communauté homosexuelle, la voit à travers des préjugés ou la persécute. Comme Monsiváis, José Joaquín Blanco (1951) est d'abord connu comme journaliste et essayiste, mais il a aussi publié des œuvres significatives de la littérature homosexuelle d'Amérique latine, comme Ojos que da pánico soñar (1979) ou Las Púberes Canéforas (1983). La communauté LGBT chicana possède aussi une littérature florissante. Gloria Anzaldúa et Cherríe Moraga sont deux auteurs importants de la communauté LGBT d'Amérique du Nord, et Francisco X. Alarcón (es), qui enseigne à l'Université de Californie, a publié neuf recueils de poèmes,.

### Peinture
Frida Kahlo, une des grandes artistes mexicaines, était bisexuelle ,. D'autres peintres et artistes LGBT sont Roberto Montenegro, Nahúm B. Zenil (es), Julio Galán, Roberto Márquez (en) et Carla Rippey.

### Culture populaire

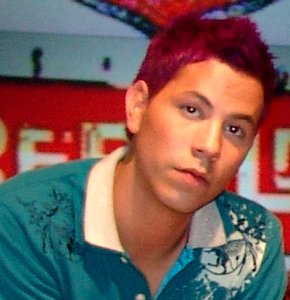
Christian Chávez à une conférence de presse en 2006.

Le chanteur et parolier Juan Gabriel est l'une des personnalités de la musique mexicaine les plus respectées. Il a cependant été exclu de la radio et de la télévision en raison de son homosexualité. La chanteuse costaricaine Chavela Vargas, souvent considérée comme mexicaine, est l'une des voix les plus faciles à reconnaître de la musique populaire mexicaine. Elle a été épinglée pour son « comportement obscène », qui consistait à courtiser des femmes dans le public et à faire des entrées spectaculaires à moto. Dans son autobiographie, Vargas raconte qu'elle n'a jamais eu l'intention de défendre le lesbianisme, mais qu'elle n'a jamais non plus choisi de le dissimuler. L'actrice travesti Francis García (es) (1958–2007) rencontra le succès en incarnant des femmes au théâtre ou à la télévision. L'acteur bisexuel Gabriel Romero a joué l'un des premiers personnages ouvertement gay présentés avec dignité à la télévision hispanophone, dans la sitcom produite par Telemundo et nommée aux prix GLAAD Media, Los Beltrán (es). L'acteur et chanteur Christian Chávez (1983), ancien membre de RBD, a révélé son homosexualité en mars 2007 après qu'un site web a publié des photos de lui embrassant un autre homme lors d'un mariage homosexuel au Canada. Chávez est l'une des rares personnalités mexicaines à avoir révélé son homosexualité.
La chanteuse Gloria Trevi, surnommée « la Madonna du Mexique », soutient depuis longtemps les personnes LGBT ; elle est considérée comme une icône gaie. Il en est de même pour les hymnes musicaux de la chanteuse de rock Alejandra Guzmán, qui ont renforcé[style à revoir] cette communauté depuis des décennies.
Selon le musicien Horacio Franco, il y a malgré tout encore beaucoup de travail à faire en matière de lutte en faveur de la diversité sexuelle. Pour lui, le gouvernement, et la société en général, devraient partir de l'éducation afin de lutter contre toutes les discriminations dues à l'orientation sexuelle et à l'identité de genre, en plus du racisme et du classisme qui règnent dans le pays.
En 2020, en pleine crise de Covid-19, le chanteur mexicain de cumbia et ingénieur en aérospatiale Edmundo Gómez Moreno, connu artistiquement sous le nom de Raymix, annonce être gay dans une vidéo YouTube intitulée : Oficialmente me declaro Gay (« Je me déclare officiellement gay ») et organise le premier festival Outmusik Fest, le 11 octobre 2020 pendant la Journée du Coming Out pour venir en aide aux associations LGBT It Gets Better Project et The Trevor Project.
México de Colores est une compagnie de danse pour l'inclusion et la tolérance. Les chorégraphies à thème gay sont inspirées du folklore mexicain.